# Living in a Ghost Town
Living in a Ghost Town ist ein Lied der britischen Rockband The Rolling Stones. Es erschien am 24. April 2020 als Download und Stream sowie am 26. Juni 2020 als CD- und Vinyl-Single. Es wird in seinem Text und besonders in seinem offiziellen Video stark mit der zu diesem Zeitpunkt andauernden weltweiten COVID-19-Pandemie und den mit ihr verbundenen Ausgangsbeschränkungen assoziiert.

## Entstehung
Es handelt sich um die erste Veröffentlichung der Band seit einer Reihe von Coverversionen im Jahr 2016 und den ersten selbst geschriebenen Song der Musiker seit 2012. Das Lied erreichte Platz 1 der iTunes-Charts unter anderem der USA und Deutschlands und hatte in den ersten 48 Stunden mehr als zwei Millionen Views auf YouTube. Es stieg, obwohl bis dahin nur als Download erhältlich, am 1. Mai auf Platz 22 in die offiziellen deutschen Singlecharts und in derselben Woche auf Platz 63 in die britischen Singlecharts ein. Auch in den Charts anderer Länder konnte es sich Anfang Mai platzieren. Nachdem der Song Ende Juni 2020 auf Vinyl in mehreren verschiedenen Sondereditionen veröffentlicht wurde, sowie auf CD, feierte der Song den Wiedereinstieg auf Platz 1 der deutschen Charts, obwohl die Streamingzahlen nicht höher waren als in den vergangenen Wochen, da die Platzierung in den deutschen Charts rein umsatzabhängig ist und nicht von der Anzahl der Verkäufe abhängt. 
Die Band hatte seit 2017 in den Sommermonaten mit der No Filter Tour eine sehr erfolgreiche Tournee vor insgesamt rund 2,3 Millionen Zuschauern gespielt, die von Mai bis Juli 2020 mit großen Konzerten in Nordamerika verlängert werden sollte. Diese Konzerte mussten jedoch wegen der COVID-19-Pandemie verschoben werden. Am 18. April 2020 waren die Rolling Stones Hauptact beim Corona-Benefiz-Festival Together at Home gewesen.
Das Lied sei allerdings nach Angaben der Band bereits etwas mehr als ein Jahr zuvor im Studio bei der Aufnahme eines neuen Albums in Los Angeles entstanden, als COVID-19 noch unbekannt war. Man habe sich erst im Frühjahr 2020 kurzfristig zur Veröffentlichung des Liedes als Single entschieden, weil es zur aktuellen Situation passe. Für die Veröffentlichung schrieb Mick Jagger einen Teil des Liedtexts um. Musikkritiker beschrieben das Lied als Rock- bzw. Bluesrockstück mit deutlichen Reggae-Einflüssen und gaben ihm überwiegend positive Kritiken.

## Musikvideo
Das Video zu dem Lied zeigt überwiegend in Zeitraffer Kamerafahrten durch menschenleere Städte auf der ganzen Welt. Viele Aufnahmen stammen aus London, darunter etliche in der Londoner U-Bahn. Der Text beklagt Einsamkeit, Langeweile und das Fehlen des bisherigen, schönen, lauten, vielfältigen, anregenden Lebens. In den Medien wird die Textzeile „Life was so beautiful, then we all got locked down“ häufig zitiert.

## Rezeption

### Chartplatzierungen
Gleich zwei Rekorde bescherte den Rolling Stones die Tatsache, dass das Lied in Deutschland ein Nummer-eins-Hit im Jahr 2020 wurde. Da dasselbe mit Jumpin’ Jack Flash 52 Jahre zuvor im Jahr 1968 zuletzt gelang, hielten sie damit die größte Zeitspanne zwischen zwei Spitzenplätzen in den Charts, bis sie im November 2023 mit den Songs Come Together und Now and Then von den Beatles abgelöst wurden. Zudem waren sie bis zur Ablösung durch die Beatles die Spitzenreiter mit dem höchsten Lebensalter.
| ChartsChartplatzierungen     | Höchstplatzierung | Wochen |
| ---------------------------- | ----------------- | ------ |
| Deutschland (GfK)            | 1 (4 Wo.)         | 4      |
| Österreich (Ö3)              | 53 (2 Wo.)        | 2      |
| Schweiz (IFPI)               | 17 (1 Wo.)        | 1      |
| Vereinigtes Königreich (OCC) | 61 (2 Wo.)        | 2      |

### Auszeichnungen für Musikverkäufe
| Land/Region       | Auszeichnungen für Musikverkäufe (Land/Region, Auszeichnung, Verkäufe) | Verkäufe |
| ----------------- | ---------------------------------------------------------------------- | -------- |
| Brasilien (PMB)   | Platin                                                                 | 40.000   |
| Frankreich (SNEP) | Gold                                                                   | 100.000  |
| Insgesamt         | 1× Gold · 1× Platin ·                                                  | 140.000  |

Hauptartikel: The Rolling Stones/Auszeichnungen für Musikverkäufe